# Sonate K. 242
La sonate K. 242 (F.190/L.202) en ut majeur est une œuvre pour clavier du compositeur italien Domenico Scarlatti.

## Présentation
La sonate K. 242, en ut majeur, notée Vivo, forme une paire avec la sonate suivante de même tonalité, mais de mesure ternaire. La « signature » qui consiste à supprimer la première note de l'accompagnement apparaît encore ici dès la mesure 13.

## Manuscrits
Le manuscrit principal est le numéro 3 du volume IV (Ms. 9775) de Venise (1753), copié pour Maria Barbara ; l'autre est Parme V 25 (Ms. A. G. 31410) copié en 1753.

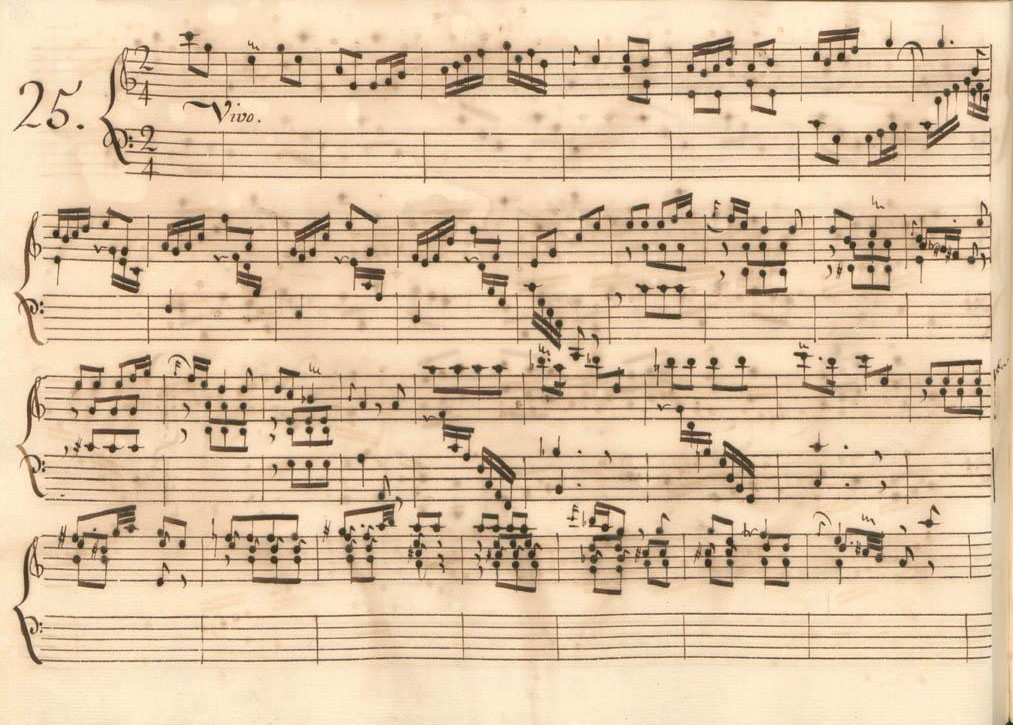
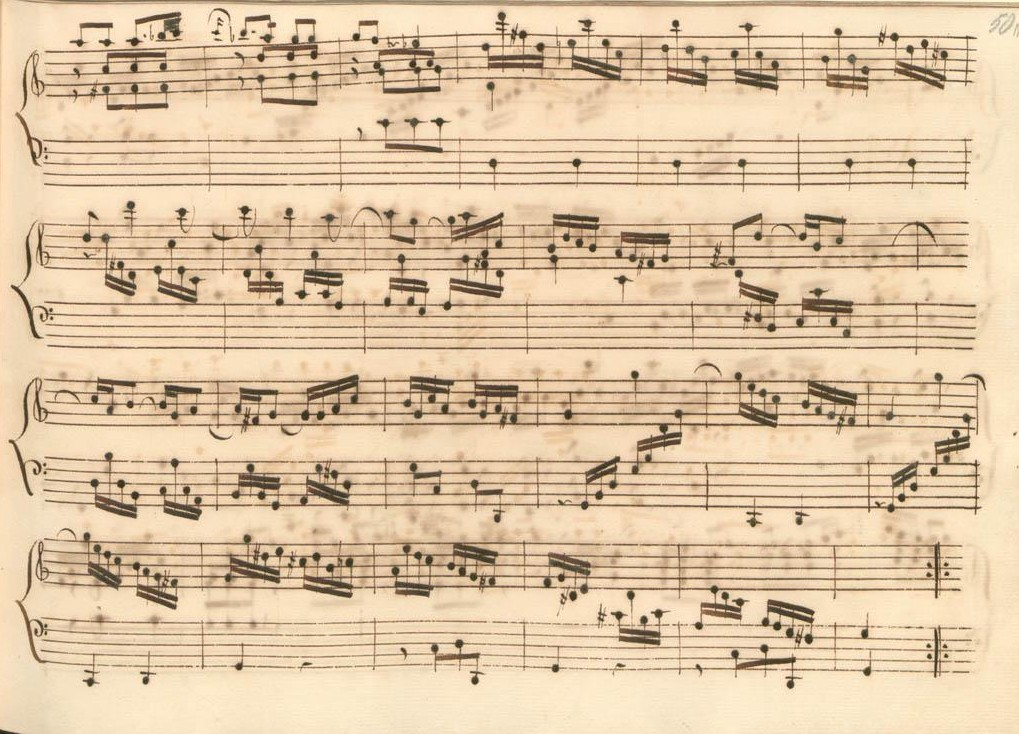
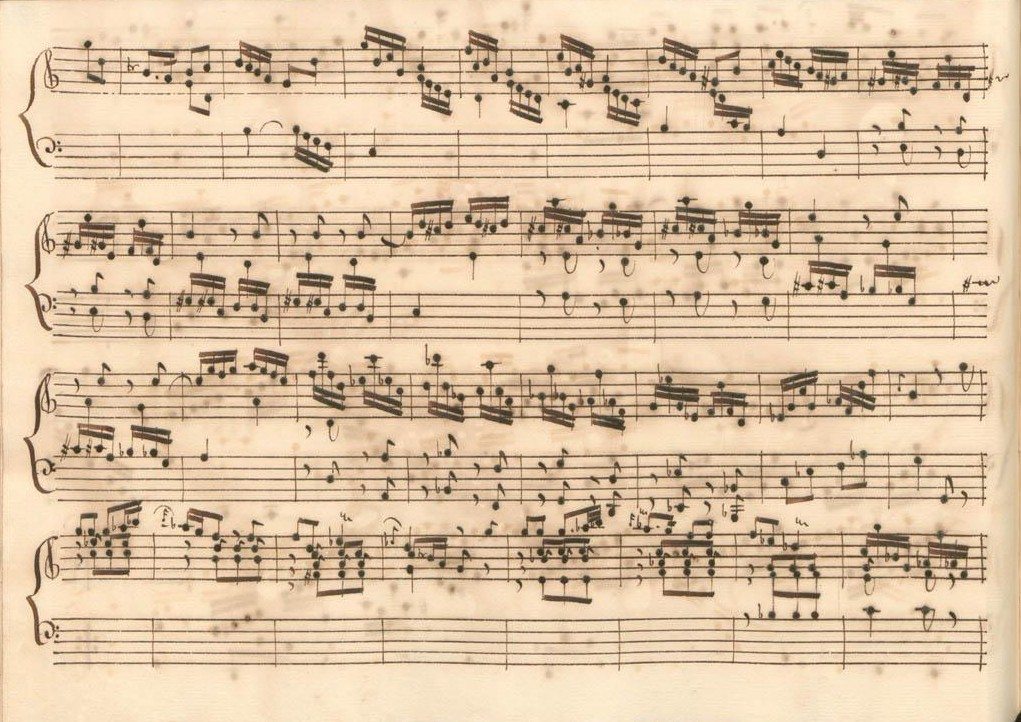
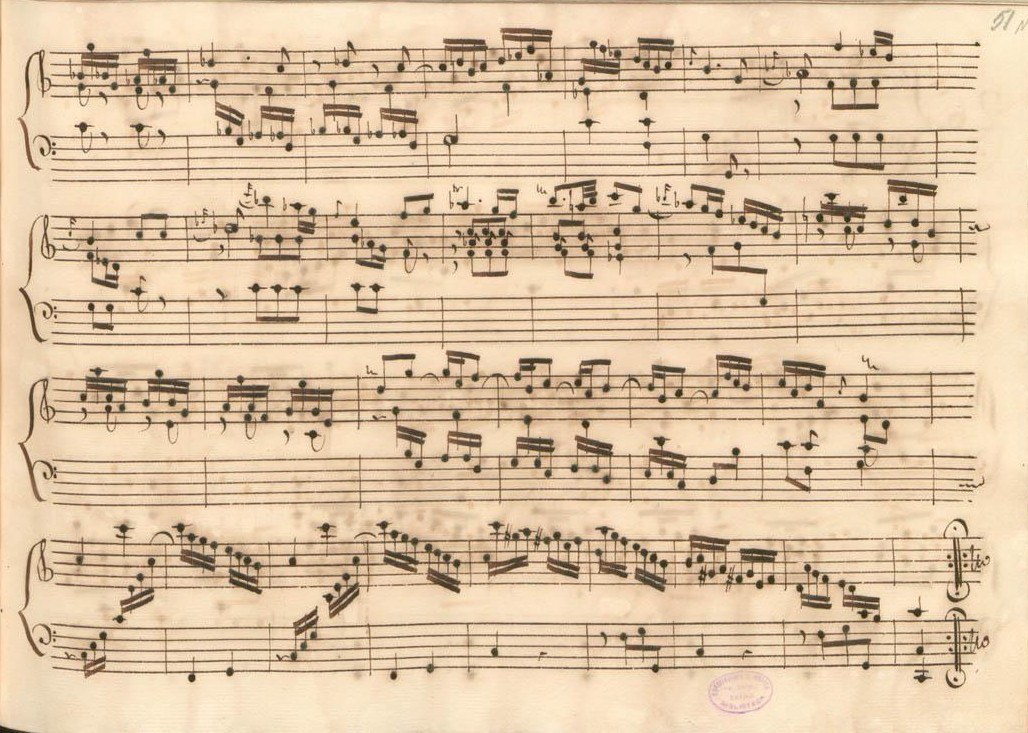

## Interprètes
La sonate K. 242 est défendue au piano, notamment par Charles Rosen sur le Siena piano (1955, Counterpoint-Boston), Carlo Grante (2009, Music & Arts, vol. 2), Duanduan Hao (2011, Naxos, vol. 14) et Lucas Debargue (2019, Sony) ; au clavecin, elle est jouée par Huguette Dreyfus (1966 Valois), Scott Ross (1985, Erato), Richard Lester (2002, Nimbus, vol. 2), Pieter-Jan Belder (Brilliant Classics, vol. 6) et Francesco Corti (nl) (2024, Arcana).

## Sources
: document utilisé comme source pour la rédaction de cet article.
- Ralph Kirkpatrick (trad. de l'anglais par Dennis Collins), Domenico Scarlatti, Paris, Lattès, coll. « Musique et Musiciens », 1982 (1re éd. 1953 (en)), 493 p. (ISBN 978-2-7096-0118-4, OCLC 954954205, BNF 34689181).
- Alain de Chambure, « Domenico Scarlatti, Intégrale des sonates — Scott Ross », Erato/Éditions Costallat (2564-62092-2 (livret : 2292-45309-2)), 1985 (OCLC 891183737) .